# Prosumator
Un prosumator este un individ care consumă și produce. Termenul este o combinație a cuvintelor producător și consumator. Cercetările au identificat șase tipuri de prosumatori: prosumatori DIY, prosumatori cu autoservire, prosumatori personalizați, prosumatori colaborativi, prosumatori monetizați și prosumatori economici.
Termenii prosumator și prosumption (engleză) au fost inventați în 1980 de futuristul american Alvin Toffler și au fost folosiți pe scară largă la acea vreme de mulți scriitori care ai scris despre tehnologie. Descoperirea tehnologică și creșterea participării utilizatorilor estompează granița dintre activitățile de producție și cele de consum, consumatorul devenind un prosumator.

## Definiții și contexte

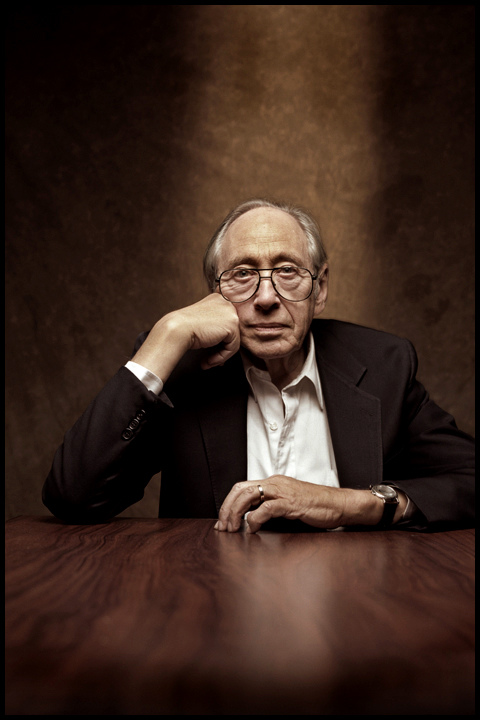
Alvin Toffler, inventatorul termenului „prosumator”

Prosumatorii au fost definiți ca „indivizi care consumă și produc valoare, fie pentru autoconsum, fie pentru consum de către alții, și pot primi stimulente implicite sau explicite din partea organizațiilor implicate în schimb”.
De atunci, termenul a ajuns să se refere la o persoană care folosește producția based bazată pe bunuri comune.
În domeniul energiei regenerabile, prosumatorii sunt gospodării sau organizații care uneori produc surplus de combustibil sau energie și îl alimentează într-o rețea de distribuție națională (sau locală); în timp ce alteori (când cerințele lor de combustibil sau energie depășesc propria lor producție) consumă același combustibil sau energie din acea rețea. Acest lucru este realizat pe scară largă de către gospodării prin intermediul panourilor fotovoltaice de pe acoperișurile lor care generează energie electrică. Astfel de gospodării pot folosi în plus stocarea bateriei pentru a-și crește ponderea de energie fotovoltaică autoconsumată, proces care este denumit prosumare în literatură. 
Economia partajată este un alt context în care indivizii pot acționa ca prosumatori. De exemplu, în economia de schimb, persoanele fizice pot fi furnizori (de exemplu, gazde Airbnb, șoferi Uber) și consumatori (de exemplu, oaspeți Airbnb, pasageri Uber). Prosumerii reprezintă o cale de dezvoltare a economiei partajate.
Oamenii de știință au conectat cultura prosumerului de conceptul de McDonaldization, o idee avansată de sociologul George Ritzer. Referindu-ne la modelul de afaceri adus de McDonald's, care a subliniat eficiența managementului și care îi determină pe clienți să investească efort și timp ei înșiși în activități precum curățenia după ei înșiși în restaurante. McDonaldization îi determină pe prosumatori să lucreze mai mult fără să-i plătească pentru munca lor.

## Critică
Capitalismul prosumator a fost criticat că promovează „noi forme de exploatare prin muncă neremunerată, prezentată ca distracție”.

## Exemple
Tendințele și mișcările identificabile în afara economiei principale care au adoptat terminologia și tehnicile prosumatorului includ:
- o abordare Do It Yourself (DIY) ca mijloc de autosuficiență economică sau pur și simplu ca o modalitate de a supraviețui cu venituri reduse
- mișcarea software-ului open source creează software pe cont propriu, principalul exemplu este sistemul de operare de succes Linux, care domină acum domeniul serverului
- Mișcarea Fablab, capabilități de auto-fabricare, în special imprimare 3d
- utilizarea noilor tehnologii de creare și distribuție a media pentru a promova medii și culturi independente, deschise, non-profit, „de la consumator la consumator” (vezi Wikipedia, Indymedia, majoritatea Creative Commons).